# 贺健
贺健（1911年—2008年），中国人民解放军将领、中国人民解放军开国少将。
曾任吉林军区司令员。1955年，授予中国人民解放军少将。